# Frêne
Fraxinus
Pour les articles ayant des titres homophones, voir Fresnes et Frêne (homonymie).
Genre
Classification phylogénétique
Les frênes (Fraxinus en latin) sont un genre de plantes à fleurs de la famille des Oléacées. Ce sont des arbres reconnaissables à leurs feuilles composées pennées et à leurs grappes de samares simples, localement surnommées « langues d'oiseau ». Une frênaie est une forêt de frênes ou riche en frênes.

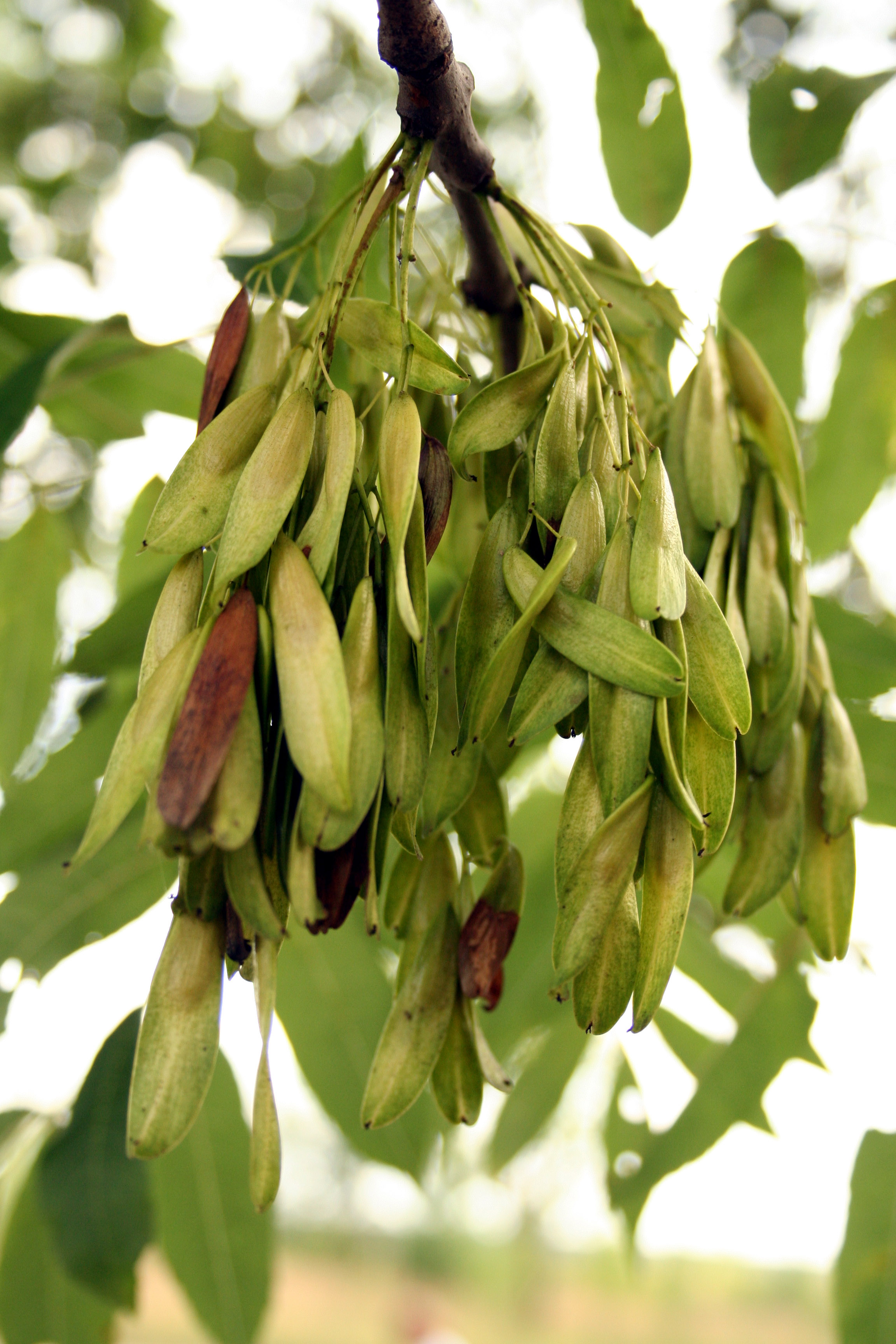
Fruits du frêne.

On connaît une cinquantaine d'espèces de frênes réparties sous les climats tempérés et subtropicaux de l'hémisphère nord.
Fraxinus excelsior peut atteindre 40 mètres de hauteur à l'âge adulte et vivre 250 ans. En France, on en trouve jusqu'à 1 400 mètres d'altitude.
Les frênes peuvent porter indifféremment des fleurs hermaphrodites, des fleurs mâles et des fleurs femelles, mais on rencontre aussi des arbres exclusivement mâles ou exclusivement femelles. La pollinisation est anémophile (34 espèces) ou entomogame (14 espèces). Les grains de pollen, d'un diamètre de l'ordre de 25 µm, sont produits en abondance et ont un fort potentiel allergisant.

## Étymologie
Le mot frêne est issu du latin fraxinus, de même sens.
Le nom latin semble apparenté à celui qui désigne le « bouleau » dans d'autres langues indo-européennes (sanskrit bhūrjáḥ, russe берёза/berjóza, anglais birch), ce qui peut s'expliquer par la couleur claire de l'écorce. Le suffixe *-sen- du mot latin pourrait être dû à l'influence du nom indo-européen du frêne (*ōs-, dialectal *ōsen-, cf. russe я́сень/jáseń, lituanien úosis), qui a donné en latin celui de l'orne (ornus), une variété de frêne.
Le nom du frêne est à l'origine de nombreux patronymes (Fresnay, Frenoy, Fresnoy, Dufrêne, Fressonnet, Fressinnet, Dufraisse, Frassati, etc.) et toponymes : Fresne[s] (21 communes), Fresnay (8 communes), Fresney (3 communes), Fresnoy (12 communes) ; dans le Midi Fraisse[s] (5 communes), Fraissinet (2 communes), Frayssinet (2 communes), etc.. En Gascogne, les noms Réchou ou Rachou proviennent du nom de l'arbre lo hreisho, le f passant à h en gascon.

## Phylogénie et biogéographie
Les premiers frênes connus (fossiles) apparurent au début de l'éocène à l'ouest de l'Amérique du Nord (environ - 55 Ma) à une époque où le climat était particulièrement chaud. Une première dispersion intercontinentale eut lieu au milieu de l'éocène, des frênes apparaissent en Asie du sud-est vers - 51 Ma. Cette migration emprunta probablement le pont terrestre de Bering (ce n'était pas encore un détroit à cette époque). La similitude des climats entre l'Amérique du Nord et l'Asie du Sud-est (optimum climatique de l'éocène) facilita cette dispersion. Cette première colonisation de l'Asie donna naissance à la section Ornus des frênes.
La population de frênes se diversifie en Amérique du Nord, la section dipetalae y apparait à la fin de l'éocène, les sections Pauciflorae et Melioides à l'oligocène,, cette dernière section conquiert peu à peu l'Asie durant le miocène. Le frêne s'y répand dans toute l'Eurasie en se différenciant à nouveau (sections Fraxinus et Sciadanthus). C'est également au miocène que le frêne noir serait apparu en Amérique du Nord issu d'une souche européenne qui aurait traversé l'Atlantique.
A la fin du miocène, la section Sciadanthus se répand en Afrique du Nord tandis que la section Fraxinus s'implante en Europe.
Des fossiles de frênes découverts en République tchèque et daté du début de l'oligocène démontrent cependant que le frêne avait atteint l'Europe soit via le pont terrestre nord atlantique, soit en traversant l'Eurasie, ce qui interroge sur la phylogénie des frênes d'Europe.
Le passage entre l'Amérique et l'Asie disparait vers - 21 Ma (début du miocène), entre l'Europe et l'Amérique vers - 7 Ma (fin du miocène), puis la traversée de l'Eurasie devient impossible vers - 4 Ma. A chaque rupture des chemins de migrations, les populations locales se différencient par vicariance.

## Espèces
Le genre Fraxinus comporte une cinquantaine d'espèces réparties sous les climats tempérés et subtropicaux de l'hémisphère nord.
Les deux principales populations se situent en Amérique du Nord et en Asie du Sud-est. Ce sont des arbres de différentes tailles, parfois des arbustes dans les zones arides. La plupart des espèces sont à feuilles caduques.
- Section Dipetalae (Lingelsh.) E. Nikolaev (Amérique du Nord)
- Fraxinus anomala (en) Torr. ex S. Wats. — singleleaf ash
- Fraxinus dipetala (en) Hook. & Arn. — California ash, two-petal ash
- Fraxinus quadrangulata (en) Michx. — blue ash
- Section Fraxinus (Eurasie, Amérique du Nord)
- Fraxinus angustifolia Vahl — Frêne à feuilles étroites ou Frêne du Midi
- Fraxinus excelsior L. — Frêne élevé, Frêne commun, Frêne européen — European ash
- Fraxinus mandshurica (en) Rupr.
- Fraxinus nigra Marshall  — Frêne noir
- Section Melioides (Endl.) Lingelsh. (Amérique du Nord)
- Fraxinus albicans (en) Buckl. Syn.  Fraxinus texensis — texas ash, Texas ash
- Fraxinus americana L. —  Frêne blanc ou Frêne d'Amérique
- Fraxinus berlandieriana (en) De Candolle — Mexican ash
- Fraxinus biltmoreana Beadle
- Fraxinus caroliniana  Mill. — Carolina ash, carolina ash
- Fraxinus coriacea S. Wats.
- Fraxinus cubensis Griseb.
- Fraxinus latifolia Benth. — Frêne de l'Oregon — Oregon ash
- Fraxinus papillosa (en) Lingelsh. — chihuahua ash, Chihuahuan ash
- Fraxinus pauciflora Nutt.
- Fraxinus pennsylvanica Marsh. — Frêne rouge de Pennsylvanie — green ash
- Fraxinus profunda (en) (Bush) Bush — pumpkin ash
- Fraxinus smallii Britt.
- Fraxinus uhdei (en) (Wenzig) Lingelsh. — Mexican ash, shamel ash, tropical ash
- Fraxinus velutina Torr. — Frêne velours — velvet ash.
- Section Ornus (Boehm.) DC (Principalement Asie)
- Fraxinus apertisquamifera Hara
- Fraxinus baroniana (en) Diels
- Fraxinus bungeana (de) DC.
- Fraxinus chinensis (de) Roxb.  — Chinese ash
- Fraxinus floribunda (en) Wall.
- Fraxinus griffithii (en)  C. B. Clarke syn. Fraxinus formosana
- Fraxinus hopeiensis Tang
- Fraxinus lanuginosa (en) Koidz.
- Fraxinus longicuspis (de)  Siebold & Zucc. — Frêne japonais
- Fraxinus malacophylla (en) Hemsl.
- Fraxinus micrantha Lingelsh.
- Fraxinus ornus L. — Frêne à fleurs, orne ou ornier — flowering ash
- Fraxinus paxiana (de) Lingelsh.
- Fraxinus raibocarpa Regel
- Fraxinus sieboldiana (de) Blume syn. Fraxinus mariesii — Frêne à fleurs japonais — Japanese flowering ash
- Fraxinus trifoliolata W. W. Smith
- Section Pauciflorae (Lingelsh.) E. Wallander (Amérique du Nord)
- Fraxinus dubia (en) (Willd. ex Schult. & Schult. f.) P. S. Green & M. Nee
- Fraxinus gooddingii (en) Little — goodding ash, Goodding's ash
- Fraxinus greggii Gray — gregg ash, Gregg's ash
- Fraxinus purpusii Brandegee
- Fraxinus rufescens Lingelsh.
- Section Sciadanthus (Coss. et Dur.) Lingelsh. (Chine, Afrique)
- Fraxinus hubeiensis (en) S. Z. Qu, C. B. Shang & P. L. Su
- Fraxinus xanthoxyloides (de) (G. Don) Wall. ex DC.
- Incertae sedis (position incertaine)
- Fraxinus cuspidata (en) Torr. — fragrant ash
- Fraxinus chiisanensis (en) Nakai
- Fraxinus platypoda Oliv. — Frêne à pétiole large; syn.: Fraxinus spaethiana
- Fraxinus pallisiae (de)  Wilmott

## Sous- espèces
Fraxinus angustifolia subsp. syriaca (Boiss.) Yalt. Boiss. - Frêne de Syrie - Syrian ash

## Usages
Le frêne est un bois dur. Il est employé pour fabriquer un parquet solide mais un peu trop uniforme de couleur pour le goût du jour. Exploité en trogne (poitevin-saintongeais : têtard), c'est le bois des manches : pelles, haches, pioches, etc., ainsi que des arcs, car flexible et résistant aux vibrations. Ce bois est également utilisé pour la fabrication des cercles à fromage, pouvant prendre une forme arrondie et la garder même après plusieurs utilisations car il est très « nerveux ». En carrosserie automobile, et jusque dans les années 1950, il était utilisé pour construire les structures de carrosserie avant l’avènement des carrosseries tout acier.
Là aussi, exploité en trogne dans le Massif central et dans l'Ouest de la France, lors des étés secs, les paysans récoltent le feuillage pour nourrir les ruminants. Comme c'était aussi un arbre de haie ou d'ombre près des points d'eau, il suffisait souvent d'abattre des branches pour que les animaux se servent.
Les feuilles de frêne contiennent des iridoïdes, des coumarines (notamment le fraxoside, anti-inflammatoire et analgésique), des flavonoïdes, des polyphénols, des triterpènes, des mucilages et des tanins.[réf. nécessaire] Elles entrent dans la composition de tisanes, dont celle dite « du centenaire » qui peut être consommée tout au long de la vie sans contre-indication et agit contre les douleurs articulaires et des maladies comme la goutte[réf. nécessaire]. Traditionnellement, on l'utilise également comme adjuvant minceur et pour drainer les reins et évacuer les lithiases.[réf. nécessaire]
De la frênette, boisson fraîche et pétillante, était fabriquée dans des familles angevines, jusque dans les années 1960. Les feuilles étaient séchées puis mises en tisane. On ajoutait sucre et levure de boulanger. On laissait le tout quelque temps en barrique, puis on le mettait en bouteilles.
Les samares de frênes sont parfois consommées, la plupart du temps marinées, en Amérique du Nord, en Asie et en Europe.

## Maladies

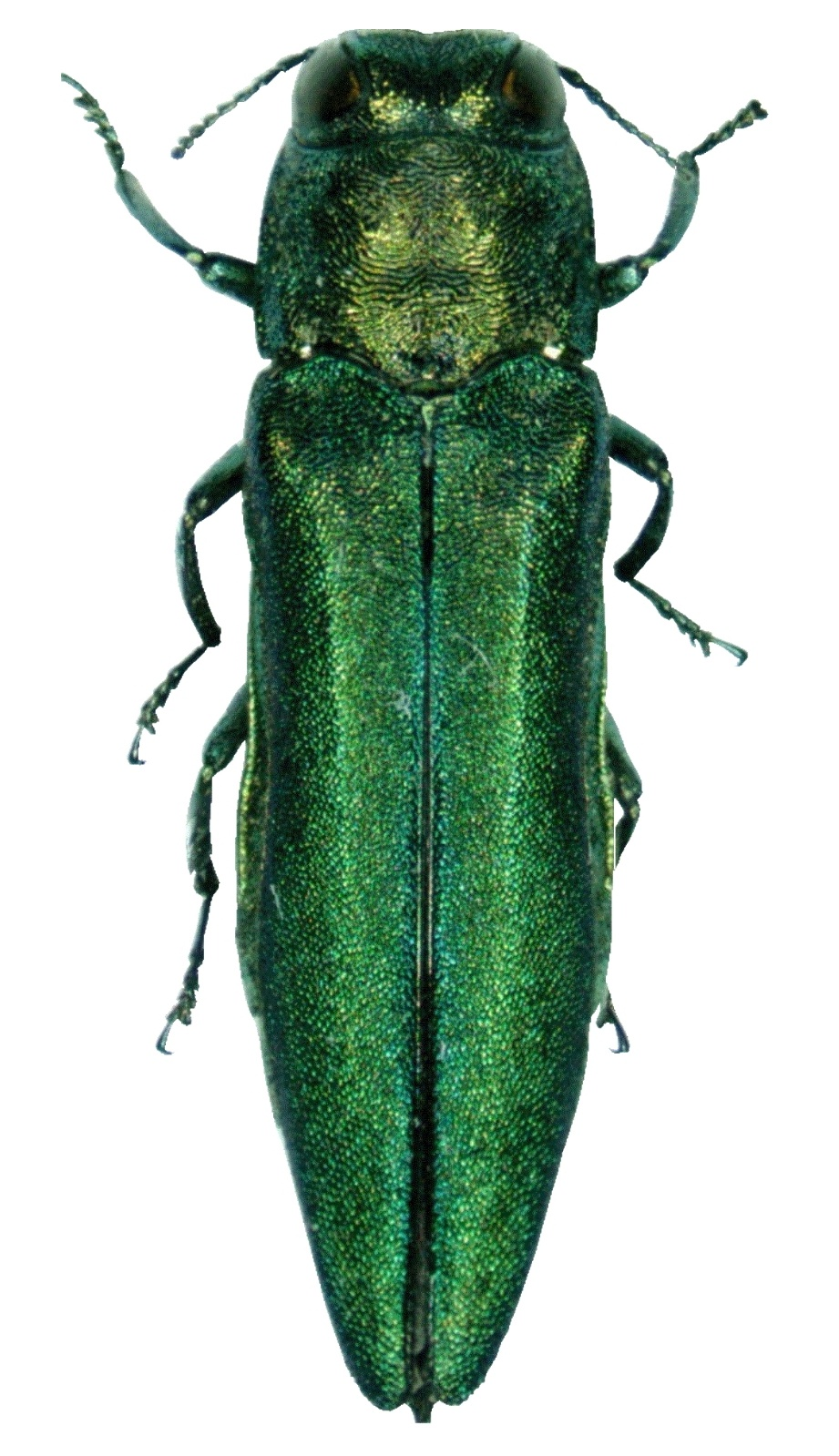
Agrile du frêne.

Plusieurs maladies se développent chez le frêne, probablement du fait des échanges commerciaux internationaux, et peut-être en raison d'une tendance au réchauffement climatique et à la culture de clones à diversité génétique plus faible.
Les frênes sont décimés dans l'hémisphère nord, en Europe par le champignon Hymenoscyphus fraxineus et en Amérique du Nord par le coléoptère Agrilus planipennis. Des études génétiques visent à identifier des marqueurs génétiques de résistance au champignon. En 2016, une étude montre que les spécimens résistants sont plus nombreux en Grande-Bretagne qu'au Danemark et que la susceptibilité des arbres à H. fraxineus est associée à leurs niveaux d'un glycoside (iridoïde).

### Insecte ravageur
L'agrile du frêne (Agrilus planipennis), un coléoptère  asiatique de la famille des Buprestidae, accomplit une partie de son cycle vital dans le frêne. La larve vit sous l'écorce et se nourrit du phloème de l'arbre. La première mention en Amérique du Nord remonte à 2002. Depuis, il s'est répandu aux États-Unis, en Ontario et a atteint le Québec en 2008. Cet insecte ravageur et envahissant donne du fil à retordre aux gestionnaires des ressources naturelles et oblige à des abattages sanitaires.

### Acariens envahisseurs

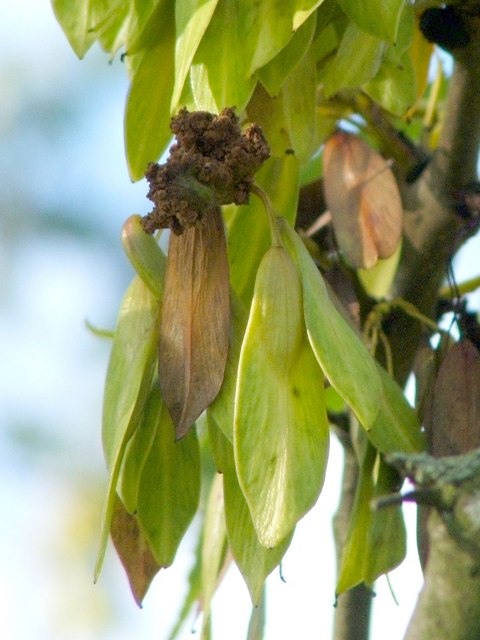
La galle « en chou-fleur » est due à l'acarien Aceria fraxinivora.

Des acariens tels que Aceria fraxinivora envahissent les rameaux florifères (fleurs mâles du frêne) ou parfois d'autres organes (bourgeons) qui réagissent par la formation d'excroissances induites par la piqûre de ces animaux gallicoles. Les galles « en chou-fleur » offrent ainsi des tissus végétaux nourriciers et protecteurs (le gîte et le couvert) à ce parasite. Cet acarien est « peu néfaste pour l'arbre, bien qu'il puisse entraîner une certaine mortalité des jeunes pousses et des déformations de la branche ; il est surtout jugé inesthétique par les paysagistes et fait alors parfois l'objet de traitements phytosanitaires. »

### Traitement préventif
Si le frêne ne montre aucun signe de dépérissement dû à l'agrile du frêne, il est possible de le traiter contre cet acarien avec un biopesticide. La ville de Montréal utilise le TreeAzin, un produit a faible toxicité pour les mammifères,
les oiseaux et autres espèces sauvages dont la matière active est dérivée du margousier, un arbre poussant naturellement en Inde et en Afrique de l'Est et utilisé depuis longtemps[Quand ?] pour ses propriétés insecticides.

### La chalarose

#### Description
Une autre maladie, émergente, est provoquée par un champignon exotique et invasif ; Chalara fraxinea, ascomycète isolé sur des brindilles et branches malades mais aussi au collet des arbres et sur la partie supérieure des racines maîtresses, responsable de la chalarose du frêne. Cette maladie létale semble avoir émergé au début des années 1990 en Europe de l’Est et du Nord (d'abord repérée au début des années 1990 en Pologne). Le téléomorphe de cette espèce est Hymenoscyphus pseudoalbidus,. Puis il a été montré que cet agent pathogène est très probablement d'origine asiatique où il a été détecté sur des frênes indigènes, F. mandshurica, et où la diversité génétique du pathogène est beaucoup plus élevée qu'en Europe.

De 1990 à 2008, la maladie est repérée en Autriche,, Finlande, Allemagne, Hongrie, Lituanie, Norvège, Pologne, Suède et sur la base des symptômes, au Danemark, en Estonie, Lettonie et Suisse et elle progresse vers l'Europe de l'Ouest, puisque détectée par l'Office national des forêts (ONF) de Vesoul en France à l’automne 2008 chez des peuplements malades dans plus de 80 communes de Haute-Saône.
En Belgique, le Département de la nature et des forêts (DNF) et le laboratoire de mycologie du Centre de recherches agronomiques (CRA) de Gembloux assurent une veille sanitaire. Des experts craignent que ce champignon puisse aussi s’attaquer ensuite à d’autres essences. Il infecte l'arbre et provoque notamment le dessèchement puis la mort des rameaux de un ou deux ans (juste avant le débourrement ou durant les sécheresses estivales). La base des rameaux morts ou latéraux présente généralement d'abord des nécroses corticales (sans exsudats) qui s’étendent ensuite aux branches des couronnes (avec descente de cime). Des nécroses apparaissent aussi sur le tronc à l'intersection des gourmands infectés par C. fraxinea et à leur base pour former des faciès chancreux. Le bois attaqué devient gris. Un développement anarchique de pousses épicormiques est parfois constaté (à partir de bourgeons dormants).
Dans les zones touchées par la maladie, les experts recommandent de ne transporter que du frêne bien sec. On manque encore de données précises sur la pathogénicité de ce champignon, des causes qui facilitent l'infection du frêne (le gel et/ou les sécheresses pourraient le favoriser). En 2007, le frêne européen (Fraxinus excelsior) était touché, mais aucune donnée n'était disponible sur la sensibilité à ce parasite pour d'autres espèces de Fraxinus. Selon l'OEPP, les plants de pépinières et le transport de bois contaminé semblent expliquer la propagation de la maladie sur de longues distances. La maladie est souvent chronique, et parfois mortelle pour l'arbre. Ces dépérissements ont été observés en forêt et sur leurs lisière notamment, mais aussi dans les haies, et en ville (parcs urbains et jardins) ou en pépinières.

#### Résistance génétique chez certains frênes
Une étude danoise (2007 à 2009, publiée en 2012) a montré que selon les souches génétiques, le frêne est plus ou moins sensible à la chalarose; le degré de vulnérabilité des clones testés (une trentaine) lors de l'étude était fortement corrélé à la sénescence des feuilles en automne (plus précoce chez les clones plus sains). De façon générale, plusieurs études confirment qu'il existe de la variabilité génétique héritable dans la résistance à la maladie dans les populations de F. excelsior, allant des plus résistants (moins de 5 % de la population de frênes) aux très sensibles qui disparaitront rapidement,,. La chalarose aura un impact économique majeur ainsi qu'un fort impact écologique sans toutefois remettre en cause la préservation de l'espèce.

Voir des photos illustrant les symptômes visibles de cette maladie

## Consommateurs
Les papillons de nuit (hétérocères) suivants (classés par famille) se nourrissent de frênes, plantes hôtes de leur chenille :
- Xérampéline d'Hübner Atethmia centrago (Noctuidae).
- Hachette Aglia tau (Saturniidae).
- Noctuelle cuivrée Amphipyra pyramidea
- Lichénée bleue Catocala fraxini
- Vinule Cerura vinula
- Cidarie à bandes vertes Chloroclysta siterata
- Cossus gâte-bois Cossus cossus
- Craniophora ligustri
- Ennomos fuscantarius
- Satellite Eupsilia transversa
- Ennomos dentelée Odontopera bidentata
- Phalène brumeuse Operophtera brumata
- Perizoma didymatum
- Bombyx du peuplier Poecilocampa populi
- Prays fraxinellus,
- Sphinx du troène Sphinx ligustri (Sphingidae).
- Ennomos lunaire Selenia lunularia
- Ennomos illustre Selenia tetralunaria
- Triphosa dubitata
- Zelleria hepariella

Le frêne est aussi la plante hôte des chenilles des rhopalocères :
- Euphydryas maturna le damier du frêne.
- Laeosopis roboris la thècle (ou thécla) du frêne[35].

## Divers
Dans la mythologie nordique, Yggdrasil est un frêne.
Dans le calendrier républicain français, le 29e jour du mois de ventôse, est officiellement dénommé jour du frêne.
Le passage entre le massif des Bauges et la Combe de Savoie peut s'effectuer par le col du Frêne à 950 mètres d'altitude.
Par un arrêté du 4 septembre 2020, l'État français donne l'obligation aux distributeurs et vendeurs de frênes d'informer leurs clients, via un étiquetage spécifique, du potentiel allergisant de leur pollen. Cet arrêté mentionne trois espèces de frênes : le Frêne commun, le Frêne à fleurs et le Frêne à feuilles étroites,,.